# Vuomajärvi, Övertorneå kommun
Vuomajärvi är en by vid sjön med samma namn i Hietaniemi socken i södra Övertorneå kommun. Grannbyar är Päkkilä, Risudden och Matojärvi. Vuomajärvi by ligger vid sjöns södra strand.
Vuoma betyder myr och järvi betyder sjö.